# Brenkhausen

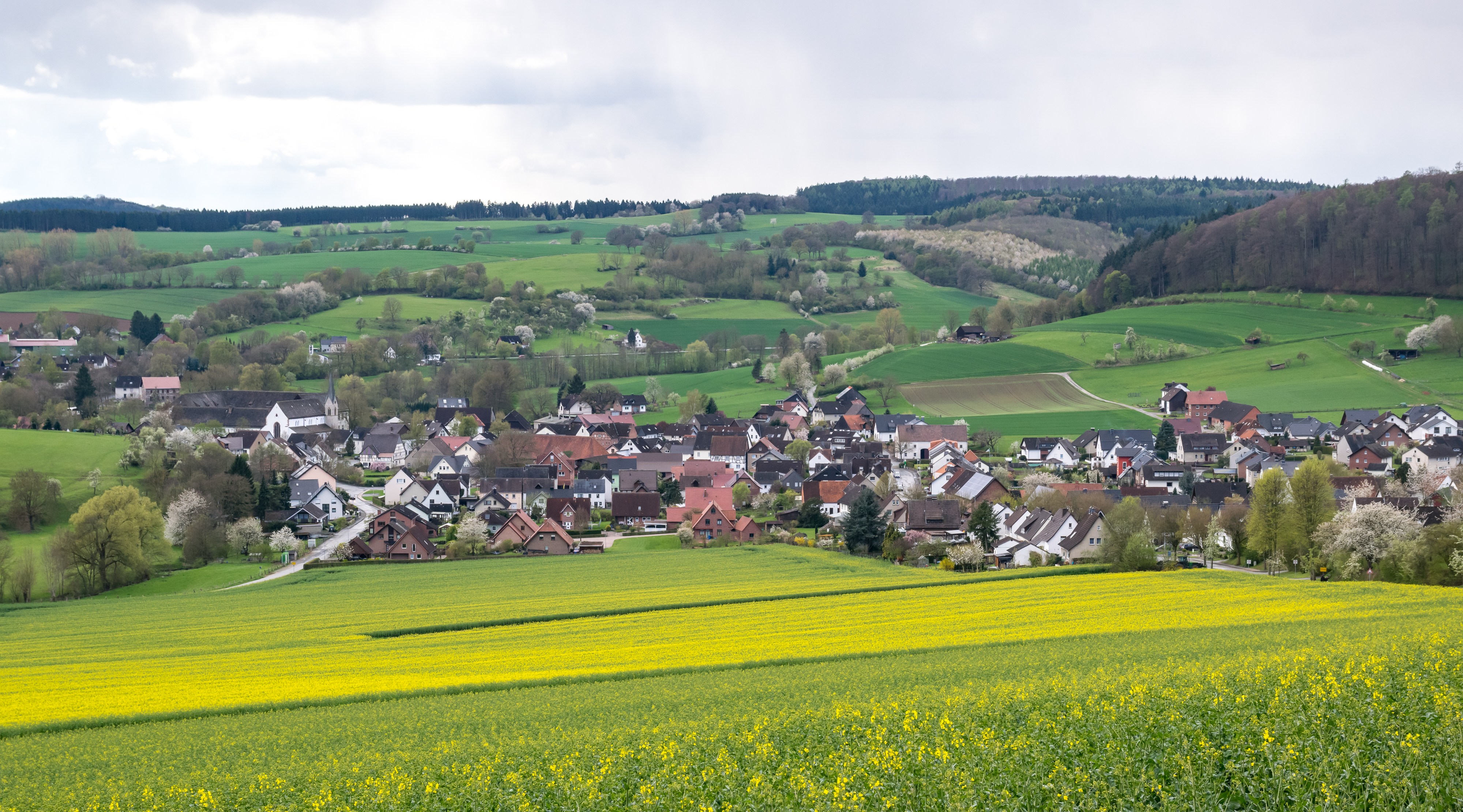
Blick auf Brenkhausen vom Räuschenberg

Brenkhausen ist eine Ortschaft in Nordrhein-Westfalen und gehört zur Stadt Höxter.

## Geografie
Das Dorf mit seinen 1244 Einwohnern liegt etwa 3 Kilometer nordwestlich von Höxter.
Die Schelpe fließt durch den Ort.

## Geschichte
Brenkhausen wurde im 12. Jahrhundert erstmals urkundlich erwähnt. Der Ort gehörte bis 1803 zum Stift Corvey und anschließend bis 1807 zum Fürstentum Corvey. Von 1807 bis 1813 bildete Brenkhausen eine Gemeinde im Kanton Albaxen des Departements der Fulda im Königreich Westphalen und fiel dann an Preußen. 1816 kam die Gemeinde zum neuen Kreis Höxter, in dem sie zum Amt Höxter-Albaxen gehörte, aus dem im 20. Jahrhundert das Amt Höxter-Land wurde. Am 1. Januar 1970 wurde Brenkhausen durch das Gesetz zur Neugliederung des Kreises Höxter in die Kreisstadt Höxter eingegliedert.

### Einwohnerentwicklung
| Jahr       | Einwohner | Quellen |
| ---------- | --------- | ------- |
| 1821       | 480       | [ 4 ]   |
| 1843       | 767       | [ 5 ]   |
| 1864       | 762       | [ 6 ]   |
| 1871       | 718       | [ 7 ]   |
| 1885       | 751       | [ 8 ]   |
| 1895       | 818       | [ 9 ]   |
| 1910       | 754       | [ 10 ]  |
| 1925       | 843       | [ 11 ]  |
| 1933       | 871       | [ 11 ]  |
| 1939       | 814       | [ 11 ]  |
| 1946       | 1146      | [ 12 ]  |
| 06.06.1961 | 1141      | [ 13 ]  |
| 31.12.1967 | 1401      |         |
| 31.12.1969 | 1414      | [ 14 ]  |
| 31.12.1998 | 1506      | [ 15 ]  |
| 31.12.2002 | 1466      | [ 15 ]  |
| 31.12.2003 | 1473      | [ 15 ]  |
| 31.12.2005 | 1457      | [ 15 ]  |
| 31.12.2006 | 1439      | [ 15 ]  |
| 31.12.2007 | 1419      | [ 15 ]  |
| 31.12.2009 | 1399      | [ 15 ]  |
| 31.12.2010 | 1357      | [ 15 ]  |
| 31.12.2011 | 1349      | [ 15 ]  |
| 21.11.2012 | 1351      | [ 15 ]  |
| 31.12.2013 | 1397      | [ 16 ]  |
| 31.12.2014 | 1304      | [ 17 ]  |
| 31.12.2015 | 1295      |         |
| 31.12.2016 | 1280      | [ 18 ]  |
| 31.12.2017 | 1285      | [ 19 ]  |
| 31.12.2020 | 1244      | [ 1 ]   |

## Kultur und Sehenswürdigkeiten

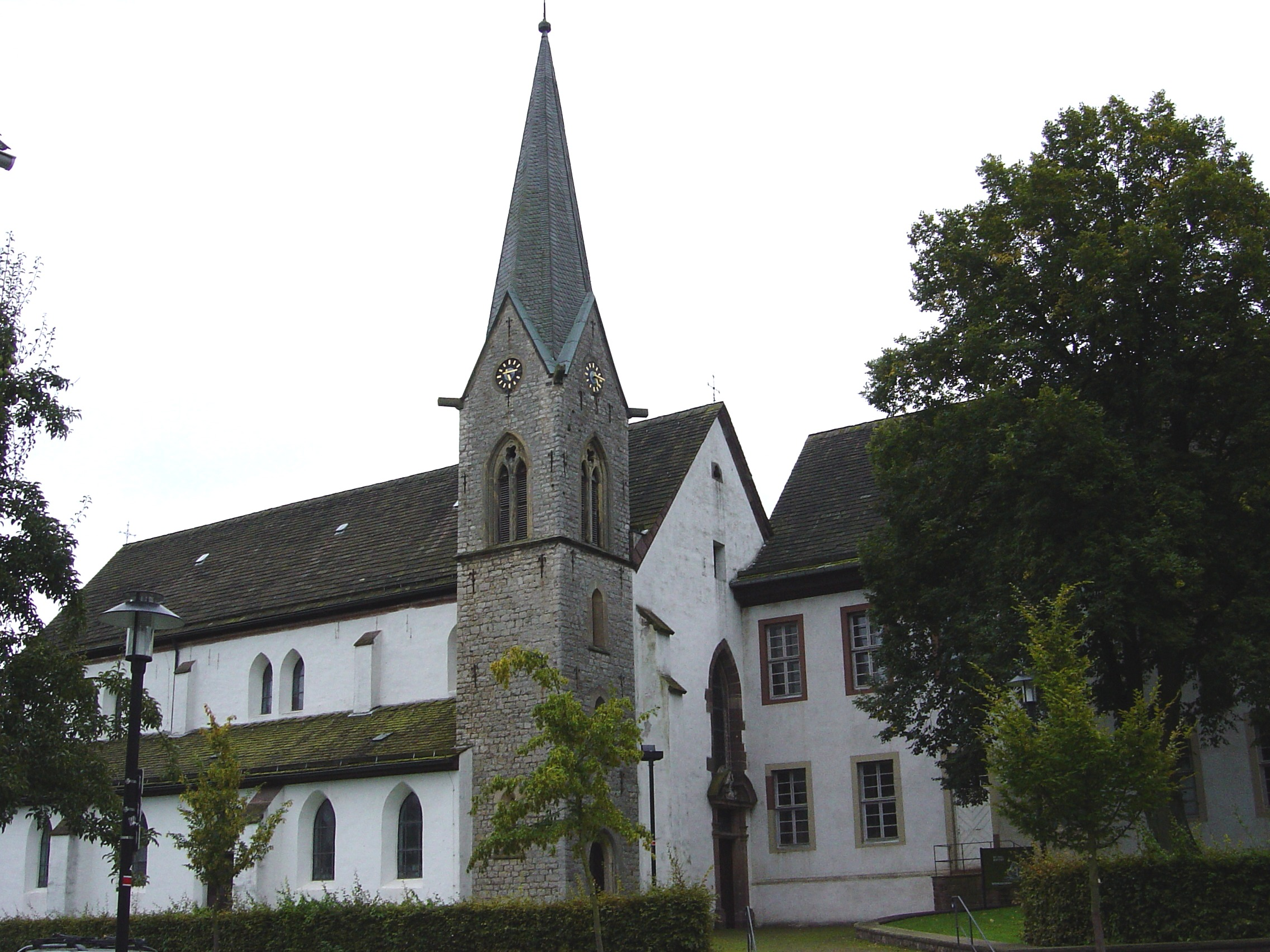
Katholische Kirche St. Johannes Baptist Brenkhausen

Die dreischiffige katholische Kirche St. Johannes Baptist stammt aus der Mitte des 13. Jahrhunderts. Der Kirchturm im Nordwesten wurde erst 1872 von der Kirchengemeinde errichtet.
Das direkt an die Kirche angrenzende Kloster Brenkhausen war ein ehemaliges Zisterzienser- und Benediktinerkloster und ist seit 1993 Sitz des Generalbischofs der Koptischen Kirche und trägt den Namen Koptisch-Orthodoxes Kloster der Heiligen Jungfrau Maria und des Heiligen Mauritius.
Im Ort befindet sich eine im Sommer 2008 aufgelöste Katholische Grundschule, die durch den örtlichen Kulturverein zu einem Dorfgemeinschaftshaus umgebaut und im November 2011 eingeweiht wurde.

## Verkehr
Die Bundesstraße 239 als Verbindung von Höxter nach Steinheim und Detmold führt direkt am Ort vorbei. Als Zubringer fungiert die Mühlenstraße und die Kreisstraße 18.
Etwa 1,5 Kilometer östlich von Brenkhausen, auf dem Räuscheberg, liegt der Flugplatz Höxter-Holzminden.